# دقم الحمار (حريضة)
'

تعديل مصدري - تعديل

دقم الحمار هي إحدى قرى عزلة حريضة بمديرية حريضة التابعة لمحافظة حضرموت، بلغ تعداد سكانها 9 نسمة حسب تعداد اليمن لعام 2004.